# Ateuchus zoebischi
Ateuchus zoebischi är en skalbaggsart som beskrevs av Kohlmann 1996. Ateuchus zoebischi ingår i släktet Ateuchus och familjen bladhorningar. Inga underarter finns listade.